# Heterochaeta tenuipes
Heterochaeta tenuipes es una especie de mantis de la familia Mantidae.

## Distribución geográfica
Se encuentra en Angola, Burkina Faso, Camerún,  Congo, Mauritania y Senegal.